# Dendrophthora subsessilis
Dendrophthora subsessilis är en sandelträdsväxtart som beskrevs av Kuijt. Dendrophthora subsessilis ingår i släktet Dendrophthora och familjen sandelträdsväxter. Inga underarter finns listade i Catalogue of Life.